# Santa Eulàlia de Pujals dels Cavallers
L'església de Santa Eulàlia de Pujals dels Cavallers forma part del conjunt del poble de Pujals dels Cavallers, entitat de població de Cornellà del Terri, situat al cim de la serra que separa els vessants de la rieres de Garrumbert i de la Farga.

## Història
La notícia més reculada sobre Pujals dels Cavallers és de l'any 1019, que es parla de Remundo Grasch de «Pugals». També el 1029 («Puials»), el 1349 («Puigalt»), etc, fins al 1362, amb l'expressió definitiva de «Podialibus militum».
Per nomenclàtors del segle xv se sap que, des d'abans, aquesta parròquia era dedicada a Santa Eulàlia, i el seu mossèn assistia als sínodes celebrats a Girona. En un visita realitzada pel bisbe de Girona, l'any 1363, va comprovar el mal estat en què es trobava la teulada de l'església, i que la parròquia no podia pagar les obres de millora. L'any 1420 el bisbe Andreu Bertran ordenà que el Santíssim Sagrament fos guardat en un tabernacle o sagrari.

## Arquitectura
Edifici de planta rectangular d'una sola nau, cobert amb volta lleugerament apuntada i absis semicircular capçat a llevant. La coberta fou sobrealçada i a la nau s'obriren simètricament dues capelles; s'afegí a més una sagristia que tapa parcialment la part de migdia de l'absis. L'accés al sota-cobert i el campanar es realitza mitjançant una escala exterior que arrenca del costat de la porta principal a la façana de ponent. El campanar és d'espadanya, constituït per tres pilars senzills, i cobert amb un teulat de dos aiguavessos suportat per bigues en voladís perpendiculars a la façana i encastades a cada pilar. Al fons de l'absis s'obre una senzilla finestra de doble esqueixada la llinda de la qual, a l'interior, sembla haver estat renovada tardanament. A migdia de l'absis també n'hi ha una altra, tapada a l'interior, que resta oberta dins la sagristia. Sobre les finestres resta part d'una imposta amb motllura en cavet. La portada és una simple obertura amb arc de mig punt i llargues dovelles, segurament fruit d'una reforma del segle xvii. Per damunt hi ha una petita finestra amb llinda d'una peça formant un arquet de mig punt. S'ha restaurat recentment.

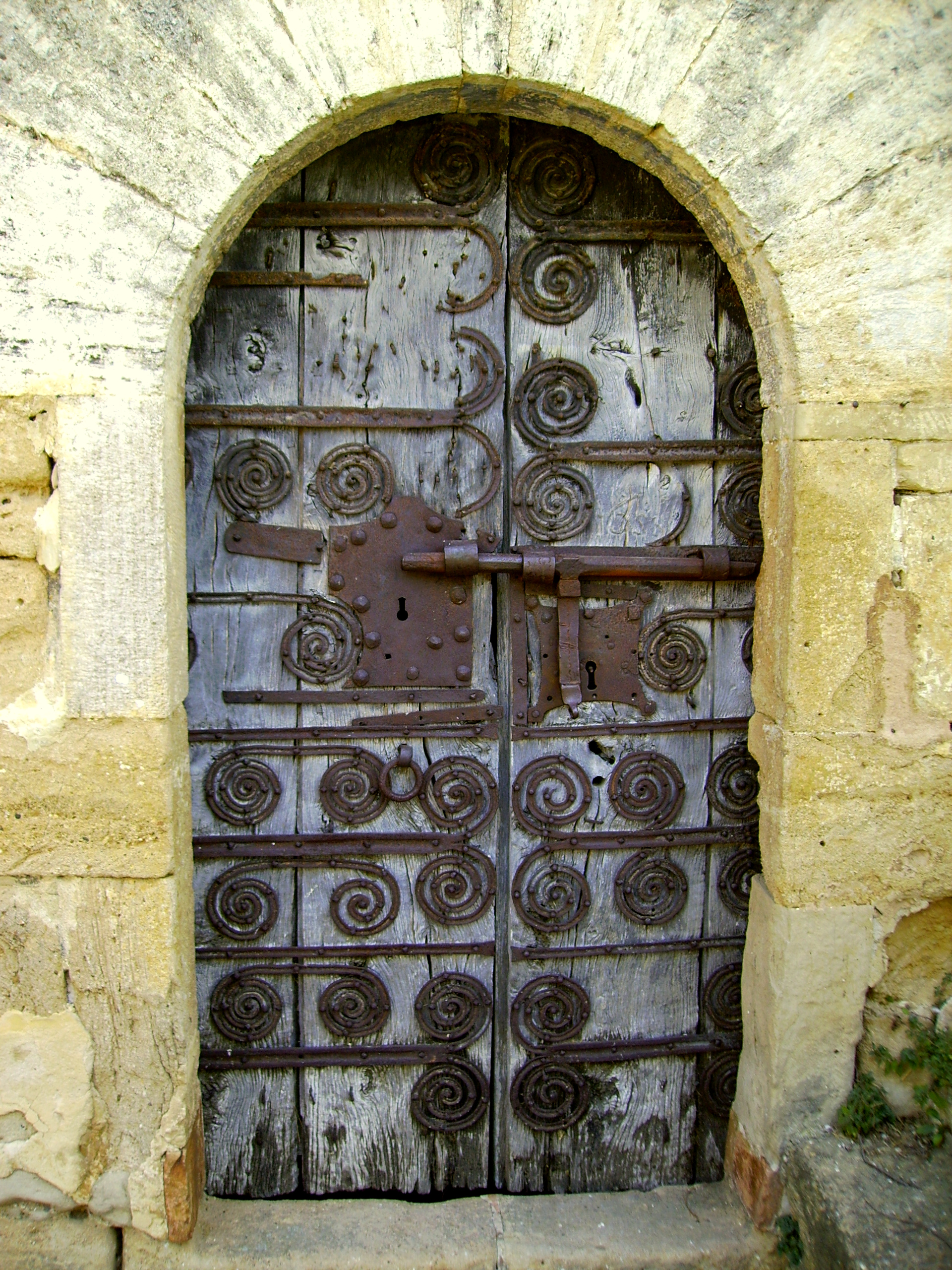
Santa Eulàlia de Pujals dels Cavallers. Porta amb ferraments i forrellat

L'aparell de l'absis, la façana i la meitat de ponent dels murs laterals són constituïts per filades regulars de grans carreus ben tallats, d'uns 50 X 30 cm, en general de pedra sorrenca, si bé les dovelles de la primera porta i la part interior més propera a la façana són de travertí del Pla de Banyoles. La resta dels murs, tant a l'interior com a l'exterior, ofereixen una aparell de petites dimensions, irregular i d'aparença basta, d'època molt anterior a la façana i l'absis. Aquest fet i la inusual proporció allargada de la nau fan pensar en l'existència als segles xi i xii d'una esglesiola de planta rectangular d'uns 4 X 8 m, ampliada al segle xiii amb un nou absis i una façana. Les altres reformes esmentades són molt més tardanes, del segle xvii en endavant.
Prop de l'església s'aixeca el mas anomenat «La Torra», que pot correspondre al solar de l'antiga família de Pujals, esmentada des del segle xi. A la base de l'angle nord-est hi ha restes de l'aparell, fins i tot anteriors a aquesta època.

### Porta ornamentada
Ferramenta de forja de la porta principal. La fusta, ja força gastada, és de xiprer. Té un forrellat senzill, sense cap tipus d'ornamentació i un pany amb sobrepany quadrat, amb quatre cares corbades i els vèrtex amb sageta que subjecta un clau de cabota grossa. Només tres dels claus són d'època. La porta està reforçada amb les típiques espirals romàniques: un plançó acanalat partit en dos pels extrems que es caragolen un per cada banda. La porta va ser restaurada l'any 1655, data que fou gravada a la fusta i que es pot veure clarament com ocupa el lloc on hi havia una de les espirals.
La datació d'aquests treballs de ferro forjat és difícil, però es pot considerar de tradició romànica.